# Sedum goldmanii
Sedum goldmanii är en fetbladsväxtart som först beskrevs av Joseph Nelson Rose, och fick sitt nu gällande namn av Reid Moran. Sedum goldmanii ingår i Fetknoppssläktet som ingår i familjen fetbladsväxter. Inga underarter finns listade i Catalogue of Life.